# Je vous demande de vous arrêter !

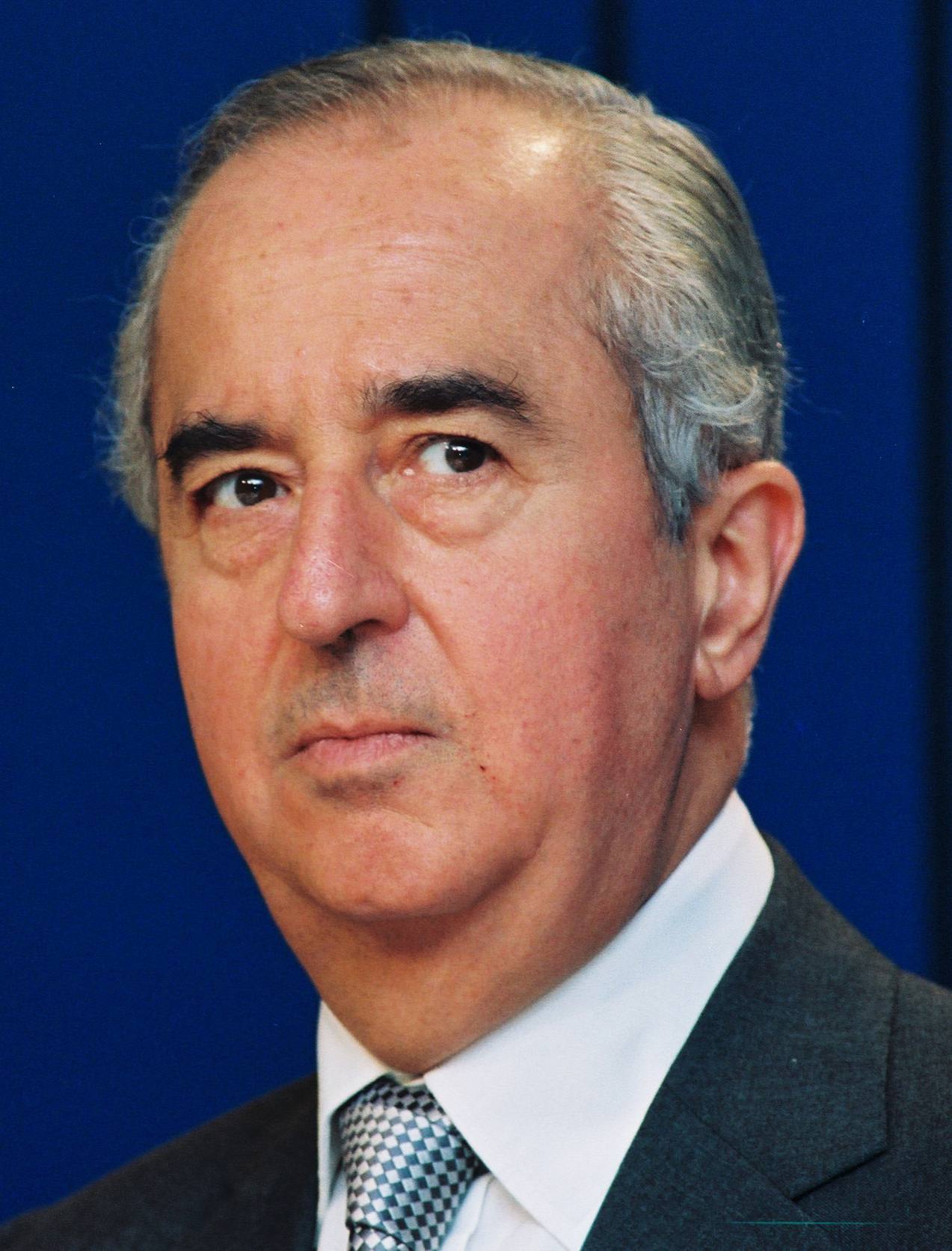
Édouard Balladur en 1993.

« Je vous demande de vous arrêter ! » est une phrase d'agacement prononcée par Édouard Balladur, alors Premier ministre du président français François Mitterrand et candidat à l'élection présidentielle de 1995, au soir de la proclamation des résultats du premier tour de cette dernière, le 23 avril 1995, où il vient d'être éliminé.

## Contexte
Alors qu'il avait auparavant laissé entendre qu'il ne serait pas candidat à la prochaine élection présidentielle dans le camp de la droite, candidature qui semblait être réservée à Jacques Chirac, Édouard Balladur, encouragé par de très bons résultats dans les sondages de popularité (58 % d'opinions favorables), décide finalement de se présenter contre ce dernier. La campagne électorale ne lui est cependant pas favorable et, au soir du premier tour, il doit se désister au profit de Chirac, qui le devance.
Il annonce cette décision inévitable à son quartier général de campagne devant les caméras de télévision. Alors que ses partisans scandent « Édouard ! Édouard ! ... », il apparaît souriant et demande le silence puis déclare que les électeurs ont porté Lionel Jospin et Jacques Chirac au deuxième tour. De nombreux sifflets et des huées se font soudain entendre et Édouard Balladur, prenant un ton péremptoire, prononce par deux fois « Je vous demande de vous arrêter ! ».
Il réagit alors dans la logique du désistement à droite pour Chirac, apparemment irrité par le sectarisme de ses partisans. À la suite de cette déconvenue électorale, Balladur ne jouera plus qu'un rôle discret dans la politique française.

## Postérité
La réplique devient très populaire, étant exploitée par Laurent Gerra, Les Guignols de l'info et de nombreux humoristes. Quelques années plus tard, en outre, elle est reprise, sous la forme d'un jingle dans l'émission télévisée Tout le monde en parle sur France 2, où l'animateur Thierry Ardisson l'utilise pour calmer le public lorsqu'il est trop bruyant.
- Cette phrase a été échantillonnée par Laurent Baffie dans son émission humoristique à la radio C'est quoi ce bordel ?.
- La voix française de Marlton Johnson, personnage du mode Zombie du jeu vidéo Call of Duty: Black Ops II (2012), prononce cette phrase à l'intention des morts-vivants, dans une parodie évidente de la réplique d'origine d'Édouard Balladur.
- Dans le jeu Portal 2 (2011), cette phrase est également prononcée par le personnage de GLaDOS, lors du transfert du corps de substitution.
- Un enregistrement de cette réplique est utilisé dans la chanson La complainte de la ménagère de Marcel et son orchestre.
- Dans le jeu The Outer Worlds, on peut retrouver cette phrase en objet d'un message sur un terminal de l'Hôtel-Express.
- Dans le 17e épisode de la saison 7 des Simpson, alors qu'Homer et Smithers se battent, M. Burns dit : « Arrêtez ! Je vous demande de vous arrêter ! »
- La phrase est prononcée par un centurion lors d'un affrontement avec Astérix et Obélix dans l'album Astérix et la Transitalique.

En 2012, l'Institut national de l'audiovisuel (INA) a placé cette phrase dans sa compilation vidéo « 50 ans de phrases cultes de la vie politique française ».
À partir du 28 avril 2015, une nouvelle émission intitulée Je vous demande de vous arrêter est programmée sur la chaîne France 4. Animée par Charline Vanhoenacker, ce programme de divertissement hebdomadaire, similaire à un talk-show, avec des chroniqueurs et deux invités, s'attache à « traquer la bêtise, principalement en politique ». À l'origine l'émission fut proposée par le journaliste Stéphane Edelson chez Canal + pour le passage en l'an 2000 et s'appelait La bêtise, avec Catherine Benguigui et l'historien Marc Ferro comme animateurs.
La phrase est prononcée par la princesse Raiponce dans la version française du film du même nom (2010) de Walt Disney Animation Studios[réf. nécessaire], ainsi que par le personnage de Fowler dans le film d'animation Chicken Run de Nick Park, dans la version française distribuée pour Télé-Québec.
En septembre 2016, Mozinor reprend la citation dans sa vidéo de détournement Melo General.